# Željko Komšić
Željko Komšić (Sarajevo, 20 de enero de 1964) es un político de Bosnia y Herzegovina. En 2006 fue elegido miembro de la Presidencia de Bosnia y Herzegovina.

## Juventud y guerra de Bosnia
Komšić es licenciado en Derecho por la Universidad de Sarajevo. También estudió en Edmund A. Walsh School of Foreign Service en la Universidad de Georgetown de Washington D. C.
Durante la guerra de Bosnia sirvió en las Fuerzas Armadas de la República de Bosnia y Herzegovina y recibió la Flor de lis dorada, la máxima condecoración otorgada por el gobierno de Bosnia y Herzegovina.

## Carrera política
Después de la guerra, entró en política de manos del Partido Socialdemócrata de Bosnia y Herzegovina. Fue concejal de la municipalidad de Nuevo Sarajevo y en el ayuntamiento de Sarajevo, antes de ser elegido alcalde de Nuevo Sarajevo en 2000. 
Cuando la coalición electoral "Alianza por el cambio Democrático" llegó al poder en 1998, fue nombrado embajador de la ahora extinta República Federal de Yugoslavia en Belgrado. Cuando en 2002 la coalición perdió las elecciones, fue relevado del puesto. Es uno de los tres vicepresidentes del Partido Socialdemócrata de Bosnia y Herzegovina.

## Elecciones Generales de 2006
Fue candidato al puesto croata en la Presidencia de Bosnia y Herzegovina, recibiendo el 41% de los votos. adelantó así a Ivo Miro Jović (25%), Božo Ljubić (18%) y Mladen Ivanković-Lijanović (9%). Fue investido en el cargo el 1 de octubre de 2006. Su victoria fue atribuida al hecho de que la Unión Demócrata Croata de Bosnia y Herzegovina se dividió en dos facciones, una liderada por Jović, y otra por Ljubić. Dividido el voto conservador, los socialdemócratas se hicieron con la mayoría. 
Komšić no genera simpatías entre los nacionalistas croatas de Bosnia y Herzegovina. Aunque se autodenomina croata, y procede de una familia de tradición católica, denomina la lengua que habla como "bosnio" y no "croata", además de ser un declarado agnóstico. A diferencia de muchos bosniocroatas, no posee la doble ciudadanía de Croacia y de Bosnia y Herzegovina. Su esposa Sabina es de etnia bosniaca. 

## Presidencia rotatoria de 2009
El 7 de julio de 2009, fue nombrado presidente rotatorio de Bosnia y Herzegovina durante 8 meses.

## Opiniones sobre Croacia, Bosnia y Kosovo
Komšić, en una declaración de julio de 2010 sobre la reunión entre los presidentes de Croacia (Ivo Josipović) y Serbia (Boris Tadic), declaró a la agencia FENA que apoya la integridad territorial actual de Croacia, la independencia de Kosovo de Serbia y la no injerencia, tanto de Croacia como de Serbia en los asuntos de Bosnia y Herzegovina, que debe permanecer unida como un solo Estado-nación.

## Secretario General en BOSNIAMUN 2014
Komšić fue declarado Secretario General en BOSNIAMUN 2014, el 26 de abril de 2014, pero debido a supuestos vínculos de corrupción con la Representación de Grupo BIMBO (que después se descubriría que todo era una campaña de desprestigio en contra de la honorable Representación de Grupo Bimbo), fue retirado del cargo ese mismo día. Todos los incidentes ocurridos no fueron impedimentos para que en BOSNIAMUN se llegara a una resolución siempre razonable, que como era de esperarse sería "La delegación de Bosnia y Herzegovina, de manera unánime ha sido declarada como la representación más FFGN, en Naciones Unidas". Después de que se diera a conocer dicha resolución, Grupo BIMBO sería acusado de haber tratado de asesinar a la siempre incompetente mesa en BOSNIAMUN, sin embargo, se descubrió que todas estas mentiras habrían sido realizadas por la Delegación más FFGN (Bosnia y Herzegovina), por ello, todas las delegaciones presentes en BOSNIAMUN votaron a favor de la resolución que declaraba a tal delegación como la más FFGN y la Representación de Grupo BIMBO, que sin duda fue el factor principal en la resolución de dicho problema, fue felicitada por todos los Estado y Representaciones presentes, además de ser declarada como la delegada más guapa de BOSNIAMUN 2014 (información que fue corroborada después de que el delegado de Bosnia y Herzegovina también lo admitiera).
- Datos: Q297825
- Multimedia: Željko Komšić / Q297825